# Ian Murdock
Ian Murdock (Konstanz, 28 april 1973 – San Francisco, 28 december 2015) was een Amerikaanse informaticus die Debian bedacht en het commerciële bedrijf Progeny Linux Systems oprichtte.

## Leven en carrière
Murdock schreef in 1993 het Debian Manifesto, waarin hij verklaarde een volledig open en onderhouden Linuxdistributie te willen maken. Hij was op dat moment student aan de Purdue-universiteit, waar hij in 1996 zijn bachelordiploma computerwetenschappen behaalde. Hij noemde Debian naar zijn toenmalige vriendin Debra Lynn en hemzelf (Deb en Ian).
Toen hij toetrad tot Sun werd hij projectleider van Project Indiana, waar hij een volledige OpenSolaris-distributie maakte met GNOME en userlandtools van GNU samen met een netwerk-gebaseerd pakketbeheersysteem. Van maart 2007 tot februari 2010 was hij vicepresident van Emerging Platforms bij Sun, totdat het bedrijf samengevoegd werd met Oracle.